# Donne nude che giocano a dama
Donne nude che giocano a dama (Femmes nues jouant aux dames) è un dipinto realizzato dal pittore svizzero Félix Vallotton nel 1897 con la tecnica a olio su cartone. 
L'opera è conservata al museo di arte e di storia di Ginevra, in Svizzera.

## Descrizione
Il dipinto raffigura due donne completamente nude, una bionda e una mora, mentre si stanno rilassando facendo una partita di dama. La ragazza bionda è accovacciata sulle proprie gambe e sta muovendo una pedina, mentre l'altra è seduta sul pavimento verde scuro e osserva la mossa dell'avversaria. Sul muro verde che fa da sfondo si trovano un mobile con dei cassetti, una sedia e una porta.
Questo dipinto fa parte di una serie di opere dell'artista che raffigurano nudi femminili in ambienti domestici, come il quadro Donne nude con gatti, iniziato nello stesso anno, e La stufa, una tela risalente al 1900. La partita a dama è un pretesto per ritrarre con un realismo pittorico due nudi femminili che si stagliano dinnanzi al mobilio della stanza. La nudità delle due donne può suggerire dei giochi saffici e, secondo alcune fonti, potrebbe collocare l'opera in una casa del piacere (maison close), ma è pur vero che qualsiasi desiderio o emozione si ferma dinnanzi a queste giocatrici colte in un momento di svago.